# محطة قطار حمام أولاد يلس
محطة حمام أولاد يلس هي محطة قطار جزائرية سابقة تقع في إقليم بلدية مزلوق ، ولاية سطيف.

## الموقع
تقع المحطة جنوب غرب بلدية مزلوق على خط الجزائر-- سكيكدة حيث تسبقها محطة رأس الواد وتتبعها محطة مزلوق.

## الخدمة
ابتداء من عام 2023، لم تعد تخدم قطارات شركة النقل بالسكك الحديدية الوطنية المحطة.

## روابط خارجية
- "SNTF". Société nationale des transports ferroviaires (SNTF). مؤرشف من الأصل في 2025-06-02..